# Moulinex
Moulinex byla francouzská firma vyrábějící domácí spotřebiče. Založil ji v roce 1956 Jean Mantelet v Alençon. Vlastnila ji Groupe SEB. V září 2001 firma zkrachovala.